# Łęczyce (gromada)
Łęczyce – dawna gromada, czyli najmniejsza jednostka podziału terytorialnego Polskiej Rzeczypospolitej Ludowej w latach 1954–1972.
Gromady, z gromadzkimi radami narodowymi (GRN) jako organami władzy najniższego stopnia na wsi, funkcjonowały od reformy reorganizującej administrację wiejską przeprowadzonej jesienią 1954 do momentu ich zniesienia z dniem 1 stycznia 1973, tym samym wypierając organizację gminną w latach 1954–1972.
Gromadę Łęczyce z siedzibą GRN w Łęczycach utworzono – jako jedną z 8759 gromad na obszarze Polski – w powiecie lęborskim w woj. gdańskim na mocy uchwały nr 20/III/54 WRN w Gdańsku z dnia 5 października 1954. W skład jednostki weszły obszary dotychczasowych gromad Łęczyce, Kaczkowo, Świetlino i Strzelęcino ze zniesionej gminy Łęczyce oraz obszar dotychczasowej gromady Godętowo i miejscowość Węgornia z dotychczasowej gromady Dąbrówka Wielka ze zniesionej gminy Rozłazino w tymże powiecie. Dla gromady ustalono 19 członków gromadzkiej rady narodowej.
1 stycznia 1960 do gromady Łęczyce włączono miejscowości Brzeźno Lęborskie, Pużycki Młyn, Pużyce, Świchowo, Wódka, Dąbrowa Brzezińska, Żurawiec, Zolnica i Chrzanowo ze zniesionej gromady Brzeźno Lęborskie w tymże powiecie.
1 stycznia 1972 do gromady Łęczyce włączono obszar zniesionej gromady Bożepole Wielkie w tymże powiecie.
Gromada przetrwała do końca 1972 roku, czyli do kolejnej reformy gminnej. 1 stycznia 1973 w powiecie lęborskim reaktywowano zniesioną w 1954 roku gminę Łęczyce.